# Parindalmus tonkineus
Parindalmus tonkineus es una especie de coleóptero de la familia Endomychidae.

## Distribución geográfica
Habita en Laos, Yunnan y Tailandia.